# San Marco dei Giustiniani
Edizioni San Marco dei Giustiniani è una casa editrice fondata nel 1976 a Genova.

## Storia
Le Edizioni San Marco dei Giustiniani, nate nel 1976 a Genova pubblicando l'ultima e postuma raccolta di versi di Alfonso Gatto, Lapide 1975 e altre cose, hanno alle spalle oltre quarant'anni di presenza attiva e costante nel panorama culturale italiano. Ciò che fin dall'inizio caratterizza la casa editrice è l'interesse esclusivo per la poesia o testi ad essa strettamente legati. Nel corso degli anni hanno trovato spazio nella sua collana madre, i Quaderni di poesia, i più importanti autori del secondo novecento; fra essi Sandro Penna, Giorgio Caproni, Camillo Sbarbaro, Giovanni Raboni, Alda Merini, Guido Ceronetti, Mario Luzi, Amelia Rosselli, Franco Fortini e tanti altri. Non sono poi mancati i grandi del panorama straniero (rigorosamente pubblicati con testo originale a fronte) come Ezra Pound, David Gascoyne, Günter Grass, André Frénaud, Michel Deguy, Edmond Jabès, Yves Bonnefoy, René Char, Izet Sarajlić, Paul Valery.
Altro polo d'interesse che già da subito connota l'attività della San Marco dei Giustiniani è l'attenzione alla poesia dialettale: sempre nel 1976 e sempre nei Quaderni di poesia viene pubblicato Pan de pura farina di Biagio Marin; negli anni seguiranno opere di Franco Loi, Franca Grisoni, Amedeo Giacomini, Paolo Bertolani, altre opere di Marin, l'opera completa del genovese Edoardo Firpo e altri ancora.

## Riconoscimenti
- Glenn di Maurizio Cucchi (1982) ha vinto nel 1983 il Premio Viareggio[1]
- La böba di Franca Grisoni (1986) ha vinto nel 1987 il Premio Bagutta - Sezione "Opera prima"
- Nel 2001 la casa editrice ha ricevuto il Premio nazionale per la traduzione[2]